# St. Maria (Diez)

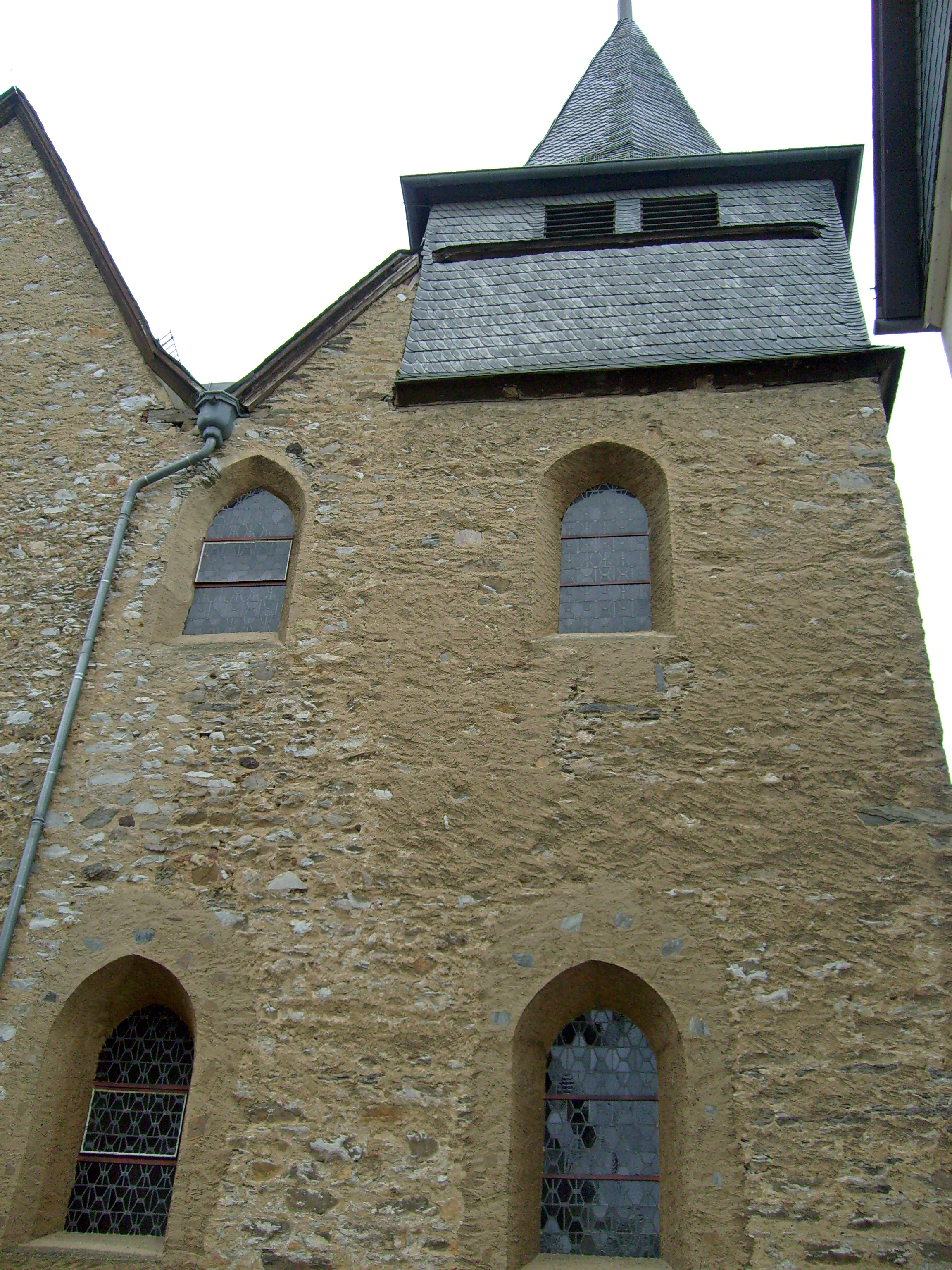
Stiftskirche – Diez

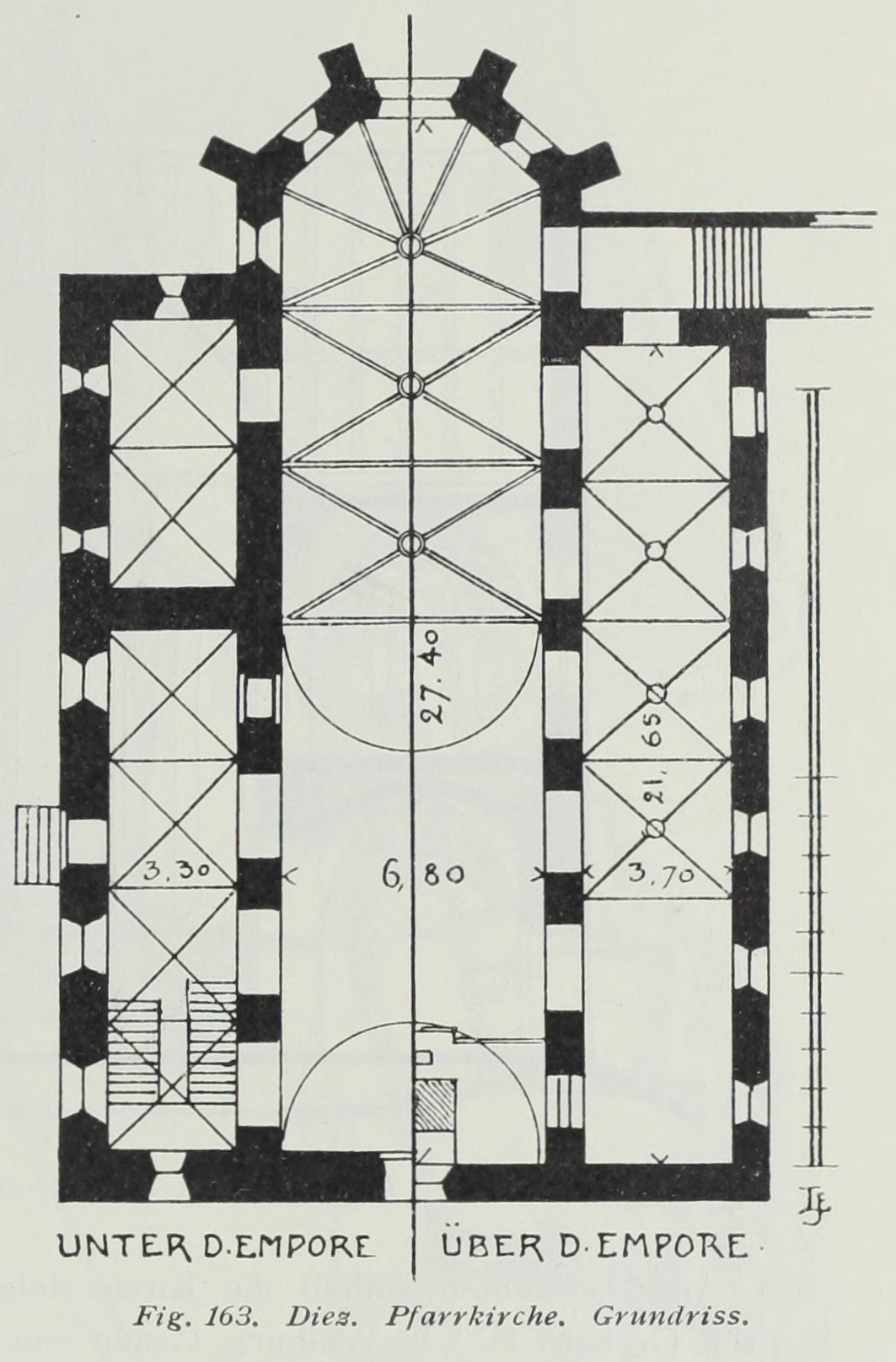
Grundriss

Die Stiftskirche ist ein evangelisches Kirchengebäude in Diez im Rhein-Lahn-Kreis im nördlichen Rheinland-Pfalz.

## Geschichte
Die Stiftskirche in Diez liegt unterhalb des Grafenschlosses und stammt aus dem ausgehenden 13. Jahrhundert. Die Stiftskirche wurde in schmucklosem gotischen Stil gebaut, der noch stark an die Romanik erinnert. Sie ist eine sechsjochige Hallenkirche mit drei Schiffen. Über den Seitenschiffen kam später je eine Empore hinzu.
Sie war Sitz eines Kollegiatstifts, das Graf Gerhard IV. von Diez (1272–1306) 1289 gegründet hatte und das bis 1564 bestand und trug den Namen St. Maria. Im Inneren befinden sich mehrere Grabmäler Diezer und Nassauer Adliger, unter denen das künstlerisch aufwändig gestaltete der Fürstin Henriette Amalie von Diez-Nassau hervorsticht. Weiteres markantes Ausstattungsstück ist der romanische Grabstein. Er ist älter als die Kirche, sein Ursprung ist unbekannt.
Ab 1564 konnte nach der Abfindung des Trierer Erzbischofs und Kurfürsten die Reformation nach und nach gegen den Widerstand der Stiftsherren eingeführt werden. Nach der Einführung des reformierten Bekenntnisses 1581 kam es zum „Bildersturm“, bei dem alle Kunstwerke und Altäre in der Stiftskirche zerstört oder verkauft wurden. Nach der „Union“ der Reformierten und der Lutheraner im Jahre 1817 wurde die Kirche zu „unierten“ Kirche der Ev. Stiftskirchengemeinde.

### Grabsteine
Fast 500 Jahre lang (bis 1776) diente die Stiftskirche als Begräbnisstätte der gehobenen Gesellschaft. Der älteste erhaltene Grabstein aus dem Jahre 1343 erinnert an Graf Gerhard VI. von Nassau-Diez, der von Limburger Rittern erschlagen wurde.
Walburga Gräfin von Eppstein-Münzenberg, geb. Gräfin von Diez, starb im Jahre 1493. Ein prachtvoller gotischer Grabstein wurde für sie errichtet. Der Hund ist ein Symbol für die Treue.
Amtmann Wilhelm von Brambach starb im Jahre 1579. Der bedeutende Bildhauer Hans Ruprecht Hoffmann schuf seinen Grabstein im Chor.
Auf dem Grabstein der Anna Dorothea Klüppel im Chorraum aus dem Jahre 1597 sind viele Familienwappen zu sehen.
Die Grabsteine erzählen auch viele tragische Geschichten. Emmerich Franz Baron von Hohenfeld (1654–1659) starb an Blutvergiftung nach dem Biss einer Meerkatze.
Viele Grabmale in der Stiftskirche wurden als Eisenguss gefertigt.
Fürstin Amalie von Nassau-Oranien-Diez, geborene Prinzessin von Anhalt, lebte von 1666 bis 1726. Ihr Sarkophag aus Diezer Lahnmarmor wurde 1727 angefertigt. Fünf der sieben Töchter der Fürstin Amalie wurden in der „Fürstengruft“ in Särgen aus Zinkblech, die im Jahre 2011 renoviert wurden, beigesetzt.
Fürstengruft
Fünf der sieben Töchter der Fürstin Amalie wurden in der „Fürstengruft“ in Särgen aus Zinkblech, die im Jahre 2011 renoviert wurden, beigesetzt.
- Sophie Hedwig, gest. 1734
- Johanette Agnes, gest. 1734
- Henriette Albertine, gest. 1754
- Luise Leopoldine, gest. 1758
- Marie Amalie, gest. 1771

### Ausstattung
Die Orgel hatte mehrere Vorgänger. Die erste Erwähnung einer Orgel stammt aus dem Jahre 1328. Die jetzige Orgel wurde 1894 von der Firma Weigle in Stuttgart gebaut und im Laufe der Jahrzehnte mehrfach verändert.
Die drei Glocken der Stiftskirche hängen wegen besserer Hörbarkeit im Diezer Grafenschloss. Sie wurden 1951 und 1955 neu angeschafft, weil die Vorgängerglocken im Zweiten Weltkrieg eingeschmolzen wurden. In der der Stiftskirche hängt nur die „kleine“ Vater-Unser-Glocke, die 1612 in Mainz von Paulus Zimmermann gegossen wurde.
Der romanische Taufstein ist etwa 200 Jahre älter als die Stiftskirche. Seine Herkunft ist unklar. Die Beine sind nicht mehr vorhanden.
Die Kanzel wurde am Ende des 17. Jahrhunderts errichtet. Bis 1779 befand sie sich auf der Nordseite am Anfang der beiden kreuzgewölbten Joche.